# Aizubange, Fukushima
Aizubange (会津坂下町 Aizubange-machi) là thị trấn thuộc huyện Kawanuma, tỉnh Fukushima, Nhật Bản. Tính đến ngày 1 tháng 10 năm 2020, dân số ước tính thị trấn là 15.068 người và mật độ dân số là 160 người/km2. Tổng diện tích thị trấn là 91,59 km2.

## Giao thông

### Đường sắt
JR East – Tuyến Tadami
- Wakamiya – Aizu-Bange – Tōdera – Aizu-Sakamoto

### Cao tốc/Xa lộ
- Cao tốc Ban-etsu – Aizubange IC
- Quốc lộ 49
- Quốc lộ 252